# HAT-P-5b

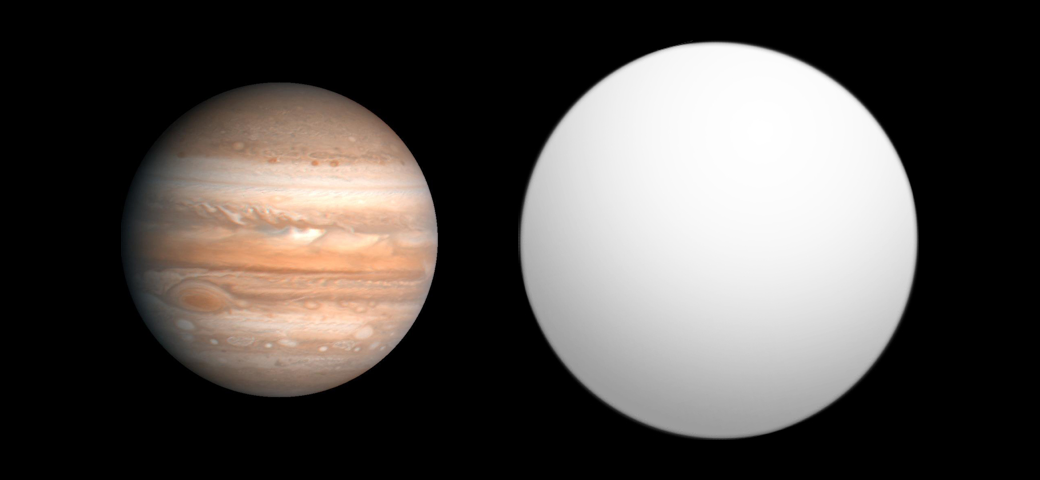

HAT-P-5b는 거문고자리 방향으로 지구로부터 약 1100광년 떨어져 있는 외계 행성이다. 어머니 항성은 분광형 G의 항성 HAT-P-5이다. 이 뜨거운 목성은 모항성으로부터 고작 약 609만 6,000 킬로미터 떨어져 있으며, 항성을 1회 공전하는 데 약 66시간 55분 25.6초 걸린다. 행성의 실제 질량은 목성보다 약 6 퍼센트 더 나가며 크기는 26퍼센트 더 크다. 따라서 밀도는 0.66 g/cm3로 물보다 작다. 2007년 10월 9일 바코스 연구진이 발견했다.

## 같이 보기
- HAT-P-4b
- HAT-P-6b

## 참고 문헌
- (영어) Bakos 연구진 (2007). “HAT-P-5b: A Jupiter-like Hot Jupiter Transiting a Bright Star”. 《The Astrophysical Journal Letters》 671 (2): L173–L176. doi:10.1086/525022. (웹 인쇄본 보관됨 2019-06-09 - 웨이백 머신)